# Tour de Ski 2018/2019
De Tour de Ski 2018/2019 begon op 29 december 2018 in Toblach en eindigde op 6 januari 2019 in Val di Fiemme. Deze Tour de Ski maakt deel uit van de wereldbeker langlaufen 2018/2019. De Noor Johannes Høsflot Klæbo bij de mannen en de Noorse Ingvild Flugstad Østberg bij de vrouwen wonnen dit jaar de Tour de Ski.

## Etappeschema
| Datum      | Plaats        | Etappe                        | Mannen                  | Vrouwen                 |
| ---------- | ------------- | ----------------------------- | ----------------------- | ----------------------- |
| 29/12/2018 | Toblach       | Sprint                        | 1,5 km (vrije stijl)    | 1,5 km (vrije stijl)    |
| 30/12/2018 | Toblach       | Intervalstart                 | 15 km (vrije stijl)     | 10 km (vrije stijl)     |
| 01/01/2019 | Val Müstair   | Sprint                        | 1,5 km (vrije stijl)    | 1,5 km (vrije stijl)    |
| 02/01/2019 | Oberstdorf    | Massastart                    | 15 km (klassieke stijl) | 10 km (klassieke stijl) |
| 03/01/2019 | Oberstdorf    | Achtervolging (handicapstart) | 15 km (vrije stijl)     | 10 km (vrije stijl)     |
| 05/01/2019 | Val di Fiemme | Massastart                    | 15 km (klassieke stijl) | 10 km (klassieke stijl) |
| 06/01/2019 | Val di Fiemme | Achtervolging (handicapstart) | 9 km (vrije stijl)      | 9 km (vrije stijl)      |

## Wereldbekerpunten
De beste dertig van de Tour de Ski ontvangen viermaal het aantal wereldbekerpunten dat zij zouden ontvangen voor dezelfde positie tijdens een reguliere wereldbekerwedstrijd, De winnaar ontvangt 400 punten, de nummer twee 320 enzovoort. Voor een etappezege ontvangt de winnaar de helft van de punten ten opzichte van winst in een reguliere wedstrijd, voor plaats twee tot en met dertig geldt een andere verdeling dan 50% procent van de wereldbekerpunten.
| Plaats     | 1   | 2   | 3   | 4   | 5   | 6   | 7   | 8   | 9   | 10  | 11 | 12 | 13 | 14 | 15 | 16 | 17 | 18 | 19 | 20 | 21 | 22 | 23 | 24 | 25 | 26 | 27 | 28 | 29 | 30 |
| ---------- | --- | --- | --- | --- | --- | --- | --- | --- | --- | --- | -- | -- | -- | -- | -- | -- | -- | -- | -- | -- | -- | -- | -- | -- | -- | -- | -- | -- | -- | -- |
| Klassement | 400 | 320 | 240 | 200 | 180 | 160 | 144 | 128 | 116 | 104 | 96 | 88 | 80 | 72 | 64 | 60 | 56 | 52 | 48 | 44 | 40 | 36 | 32 | 28 | 24 | 20 | 16 | 12 | 8  | 4  |
| Etappes    | 50  | 46  | 43  | 40  | 37  | 34  | 32  | 30  | 28  | 26  | 24 | 22 | 20 | 18 | 16 | 15 | 14 | 13 | 12 | 11 | 10 | 9  | 8  | 7  | 6  | 5  | 4  | 3  | 2  | 1  |

## Klassementen

### Algemeen klassement
| Mannen | Mannen                 | Mannen | Mannen    |
| #      | Naam                   | Land   | Tijd      |
| ------ | ---------------------- | ------ | --------- |
| 1      | Johannes Høsflot Klæbo | NOR    | 3:07.59,4 |
| 2      | Sergej Oestjoegov      | RUS    | + 16,7    |
| 3      | Simen Hegstad Krüger   | NOR    | + 48,8    |
| 4      | Sjur Røthe             | NOR    | + 1.05,3  |
| 5      | Aleksandr Bolsjoenov   | RUS    | + 1.26,6  |
| 6      | Andrej Melnitsjenko    | RUS    | + 1.37,1  |
| 7      | Martin Johnsrud Sundby | NOR    | + 2.04,3  |
| 8      | Denis Spitsov          | RUS    | + 2.05,9  |
| 9      | Francesco De Fabiani   | ITA    | + 2.18,5  |
| 10     | Andrej Larkov          | RUS    | + 2.34,6  |

| Vrouwen | Vrouwen                  | Vrouwen | Vrouwen   |
| #       | Naam                     | Land    | Tijd      |
| ------- | ------------------------ | ------- | --------- |
| 1       | Ingvild Flugstad Østberg | NOR     | 2:30.31,2 |
| 2       | Natalja Neprjajeva       | RUS     | + 2.42,0  |
| 3       | Krista Pärmäkoski        | FIN     | + 2.55,9  |
| 4       | Anastasia Sedova         | RUS     | + 3.53,2  |
| 5       | Joelia Beloroekova       | RUS     | + 4.47,4  |
| 6       | Jessica Diggins          | USA     | + 5.13,5  |
| 7       | Heidi Weng               | NOR     | + 6.49,3  |
| 8       | Masako Ishida            | JPN     | + 9.16,2  |
| 9       | Kari Øyre Slind          | NOR     | + 9.30,5  |
| 10      | Maria Istomina           | RUS     | + 9.45,0  |

### Sprintklassement
| Mannen | Mannen                 | Mannen | Mannen |
| #      | Naam                   | Land   | Tijd   |
| ------ | ---------------------- | ------ | ------ |
| 1      | Johannes Høsflot Klæbo | NOR    | 192 s  |
| 2      | Aleksandr Bolsjoenov   | RUS    | 110 s  |
| 3      | Sergej Oestjoegov      | RUS    | 96 s   |
| 4      | Finn Hågen Krogh       | NOR    | 48 s   |
| 5      | Francesco De Fabiani   | ITA    | 47 s   |
| 6      | Simen Hegstad Krüger   | NORÌ   | 40 s   |
| 7      | Didrik Tønseth         | NOR    | 36 s   |
| 8      | Sjur Røthe             | NOR    | 34 s   |
| 9      | Calle Halfvarsson      | SWE    | 31 s   |
| 10     | Karl-Johan Westberg    | SWE    | 22 s   |

| Vrouwen | Vrouwen                  | Vrouwen | Vrouwen |
| #       | Naam                     | Land    | Tijd    |
| ------- | ------------------------ | ------- | ------- |
| 1       | Ingvild Flugstad Østberg | NOR     | 139 s   |
| 2       | Jessica Diggins          | USA     | 106 s   |
| 3       | Natalja Neprjajeva       | RUS     | 105 s   |
| 4       | Joelia Beloroekova       | RUS     | 92 s    |
| 5       | Lotta Udnes Weng         | NOR     | 70 s    |
| 6       | Krista Pärmäkoski        | FIN     | 52 s    |
| 7       | Anamarija Lampič         | SLO     | 42 s    |
| 8       | Tiril Udnes Weng         | NOR     | 37 s    |
| 9       | Anastasia Sedova         | RUS     | 32 s    |
| 10      | Alenka Čebašek           | SLO     | 28 s    |

## Etappes

### Etappe 1
| Mannen | Mannen                 | Mannen | Mannen |
| #      | Naam                   | Land   |        |
| ------ | ---------------------- | ------ | ------ |
| 1      | Johannes Høsflot Klæbo | NOR    |        |
| 2      | Richard Jouve          | FRA    |        |
| 3      | Lucas Chanavat         | FRA    |        |
| 4      | Sindre Bjørnestad Skar | NOR    |        |
| 5      | Emil Iversen           | NOR    |        |
| 6      | Aleksandr Bolsjoenov   | RUS    |        |
| 7      | Federico Pellegrino    | FRA    |        |
| 8      | Eirik Brandsdal        | NOR    |        |
| 9      | Oskar Svensson         | SWE    |        |
| 10     | Finn Hågen Krogh       | NOR    |        |

| Vrouwen | Vrouwen                | Vrouwen | Vrouwen |
| #       | Naam                   | Land    |         |
| ------- | ---------------------- | ------- | ------- |
| 1       | Stina Nilsson          | SWE     |         |
| 2       | Ida Ingemarsdotter     | SWE     |         |
| 3       | Jessica Diggins        | USA     |         |
| 4       | Joelia Beloroekova     | RUS     |         |
| 5       | Linn Sömskar           | SWE     |         |
| 6       | Sadie Bjornsen         | USA     |         |
| 7       | Maiken Caspersen Falla | NOR     |         |
| 8       | Natalja Neprjajeva     | RUS     |         |
| 9       | Sophie Caldwell        | USA     |         |
| 10      | Lotta Udnes Weng       | NOR     |         |

### Etappe 2
| Mannen | Mannen                 | Mannen | Mannen  |
| #      | Naam                   | Land   | Tijd    |
| ------ | ---------------------- | ------ | ------- |
| 1      | Sergej Oestjoegov      | RUS    | 30.34,4 |
| 2      | Simen Hegstad Krüger   | NOR    | + 12,2  |
| 3      | Aleksandr Bolsjoenov   | RUS    | + 21,9  |
| 4      | Andrej Melnitsjenko    | RUS    | + 27,4  |
| 5      | Didrik Tønseth         | NOR    | + 28,0  |
| 6      | Clément Parisse        | RUS    | + 30,1  |
| 7      | Denis Spitsov          | RUS    | + 33,7  |
| 8      | Calle Halfvarsson      | SWE    | + 43,0  |
| 9      | Florian Notz           | GER    | + 44,9  |
| 10     | Martin Johnsrud Sundby | NOR    | + 45,2  |

| Vrouwen | Vrouwen                  | Vrouwen | Vrouwen |
| #       | Naam                     | Land    | Tijd    |
| ------- | ------------------------ | ------- | ------- |
| 1       | Natalja Neprjajeva       | RUS     | 23.19,9 |
| 2       | Ingvild Flugstad Østberg | NOR     | + 0,3   |
| 3       | Anastasia Sedova         | RUS     | + 10,9  |
| 4       | Krista Pärmäkoski        | FIN     | + 17,4  |
| 5       | Heidi Weng               | NOR     | + 21,2  |
| 6       | Jessica Diggins          | USA     | + 27,2  |
| 7       | Joelia Beloroekova       | RUS     | + 36,1  |
| 8       | Nathalie von Siebenthal  | SUI     | + 44,0  |
| 9       | Kari Øyre Slind          | NOR     | + 49,0  |
| 10      | Katharina Hennig         | GER     | + 49,5  |

### Etappe 3
| Mannen | Mannen                 | Mannen | Mannen |
| #      | Naam                   | Land   |        |
| ------ | ---------------------- | ------ | ------ |
| 1      | Johannes Høsflot Klæbo | NOR    |        |
| 2      | Federico Pellegrino    | ITA    |        |
| 3      | Sergej Oestjoegov      | RUS    |        |
| 4      | Richard Jouve          | FRA    |        |
| 5      | Emil Iversen           | NOR    |        |
| 6      | Sindre Bjørnestad Skar | NOR    |        |
| 7      | Aleksandr Bolsjoenov   | RUS    |        |
| 8      | Dominik Baldauf        | AUT    |        |
| 9      | Oskar Svensson         | SWE    |        |
| 10     | Roman Furger           | SUI    |        |

| Vrouwen | Vrouwen                  | Vrouwen | Vrouwen |
| #       | Naam                     | Land    |         |
| ------- | ------------------------ | ------- | ------- |
| 1       | Stina Nilsson            | SWE     |         |
| 2       | Sophie Caldwell          | USA     |         |
| 3       | Jessica Diggins          | USA     |         |
| 4       | Ingvild Flugstad Østberg | NOR     |         |
| 5       | Maiken Caspersen Falla   | NOR     |         |
| 6       | Lotta Udnes Weng         | NOR     |         |
| 7       | Anamarija Lampič         | SLO     |         |
| 8       | Joelia Beloroekova       | RUS     |         |
| 9       | Astrid Jacobsen          | NOR     |         |
| 10      | Tiril Udnes Weng         | NOR     |         |

### Etappe 4
| Mannen | Mannen                 | Mannen | Mannen  |
| #      | Naam                   | Land   | Tijd    |
| ------ | ---------------------- | ------ | ------- |
| 1      | Emil Iversen           | NOR    | 45.30,3 |
| 2      | Francesco De Fabiani   | ITA    | + 0,9   |
| 3      | Sergej Oestjoegov      | RUS    | + 2,0   |
| 4      | Sjur Røthe             | NOR    | + 2,1   |
| 5      | Calle Halfvarsson      | SWE    | + 3,2   |
| 6      | Didrik Tønseth         | NOR    | + 3,6   |
| 7      | Jevgeni Belov          | RUS    | + 4,4   |
| 8      | Andrej Larkov          | RUS    | + 5,5   |
| 9      | Johannes Høsflot Klæbo | NOR    | + 5,6   |
| 10     | Maksim Vylegsjanin     | RUS    | + 6,8   |

| Vrouwen | Vrouwen                  | Vrouwen | Vrouwen |
| #       | Naam                     | Land    | Tijd    |
| ------- | ------------------------ | ------- | ------- |
| 1       | Ingvild Flugstad Østberg | NOR     | 32.08,9 |
| 2       | Natalja Neprjajeva       | RUS     | + 0,1   |
| 3       | Anastasia Sedova         | RUS     | + 5,3   |
| 4       | Astrid Jacobsen          | NOR     | + 12,9  |
| 5       | Krista Pärmäkoski        | FIN     | + 15,9  |
| 6       | Joelia Beloroekova       | RUS     | + 16,2  |
| 7       | Teresa Stadlober         | AUT     | + 20,6  |
| 8       | Heidi Weng               | NOR     | + 23,6  |
| 9       | Stina Nilsson            | SWE     | + 56,5  |
| 10      | Katharina Hennig         | GER     | + 56,6  |

### Etappe 5
| Mannen | Mannen                 | Mannen | Mannen   |
| #      | Naam                   | Land   | Tijd     |
| ------ | ---------------------- | ------ | -------- |
| 1      | Johannes Høsflot Klæbo | NOR    | 35.07,5  |
| 2      | Sergej Oestjoegov      | RUS    | + 0,4    |
| 3      | Aleksandr Bolsjoenov   | RUS    | + 1.08,2 |
| 4      | Sindre Bjørnestad Skar | NOR    | + 1.41,5 |
| 5      | Simen Hegstad Krüger   | NOR    | + 1.42,5 |
| 6      | Francesco De Fabiani   | ITA    | + 1.56,9 |
| 7      | Calle Halfvarsson      | SWE    | + 1.57,4 |
| 8      | Finn Hågen Krogh       | NOR    | + 1.58,3 |
| 9      | Andrej Melnitsjenko    | RUS    | + 1.59,2 |
| 10     | Clément Parisse        | FRA    | + 2.00,2 |

| Vrouwen | Vrouwen                  | Vrouwen | Vrouwen  |
| #       | Naam                     | Land    | Tijd     |
| ------- | ------------------------ | ------- | -------- |
| 1       | Ingvild Flugstad Østberg | NOR     | 26.21,2  |
| 2       | Natalja Neprjajeva       | RUS     | + 30,4   |
| 3       | Joelia Beloroekova       | RUS     | + 1.12,6 |
| 4       | Jessica Diggins          | USA     | + 1.12,7 |
| 5       | Krista Pärmäkoski        | FIN     | + 1.23,6 |
| 6       | Anastasia Sedova         | RUS     | + 2.18,8 |
| 7       | Heidi Weng               | NOR     | + 3.00,7 |
| 8       | Kari Øyre Slind          | NOR     | + 3.36,1 |
| 9       | Teresa Stadlober         | AUT     | + 3.36,6 |
| 10      | Lotta Udnes Weng         | NOR     | + 3.49,7 |

### Etappe 6
| Mannen | Mannen                 | Mannen | Mannen  |
| #      | Naam                   | Land   | Tijd    |
| ------ | ---------------------- | ------ | ------- |
| 1      | Johannes Høsflot Klæbo | NOR    | 40.52,6 |
| 2      | Francesco De Fabiani   | ITA    | + 0,6   |
| 3      | Aleksandr Bolsjoenov   | RUS    | + 2,6   |
| 4      | Andrej Larkov          | RUS    | + 3,4   |
| 5      | Maksim Vylegsjanin     | RUS    | + 4,6   |
| 6      | Andrej Sobakarev       | RUS    | + 6,3   |
| 7      | Hans Christer Holund   | NOR    | + 13,0  |
| 8      | Denis Spitsov          | RUS    | + 27,1  |
| 9      | Andrew Musgrave        | GBR    | + 29,0  |
| 10     | Martin Johnsrud Sundby | NOR    | + 29,9  |

| Vrouwen | Vrouwen                  | Vrouwen | Vrouwen  |
| #       | Naam                     | Land    | Tijd     |
| ------- | ------------------------ | ------- | -------- |
| 1       | Ingvild Flugstad Østberg | NOR     | 29.34,4  |
| 2       | Natalja Neprjajeva       | RUS     | + 10,0   |
| 3       | Anastasia Sedova         | RUS     | + 10,8   |
| 4       | Krista Pärmäkoski        | FIN     | + 12,5   |
| 5       | Joelia Beloroekova       | RUS     | + 39,7   |
| 6       | Heidi Weng               | NOR     | + 1.10,0 |
| 7       | Jessica Diggins          | USA     | + 1.19,3 |
| 8       | Anamarija Lampič         | SLO     | + 1.36,8 |
| 9       | Moa Molander Kristiansen | SWE     | + 1.36,9 |
| 10      | Laura Mononen            | FIN     | + 1.36,9 |

### Etappe 7
| Mannen | Mannen                  | Mannen | Mannen   |
| #      | Naam                    | Land   | Tijd     |
| ------ | ----------------------- | ------ | -------- |
| 1      | Sjur Røthe              | NOR    | 30.32,0  |
| 2      | Simen Hegstad Krüger    | NOR    | + 1,3    |
| 3      | Andrej Melnitsjenko     | RUS    | + 28,6   |
| 4      | Jules Lapierre          | FRA    | + 29,8   |
| 5      | Florian Notz            | GER    | + 45,8   |
| 6      | Hans Christer Holund    | NOR    | + 51,4   |
| 7      | Andrej Larkov           | RUS    | + 53,4   |
| 8      | Denis Spitsov           | RUS    | + 56,3   |
| 9      | Martin Johnsrud Sundby  | NOR    | + 56,6   |
| 10     | Irineu Esteve Altimiras | AND    | + 1.09,9 |

| Vrouwen | Vrouwen                  | Vrouwen | Vrouwen  |
| #       | Naam                     | Land    | Tijd     |
| ------- | ------------------------ | ------- | -------- |
| 1       | Ingvild Flugstad Østberg | NOR     | 35.15,0  |
| 2       | Krista Pärmäkoski        | FIN     | + 42,8   |
| 3       | Anastasia Sedova         | RUS     | + 49,6   |
| 4       | Anna Netsjajevskaja      | RUS     | + 57,2   |
| 5       | Laura Mononen            | FIN     | + 1.10,9 |
| 6       | Maria Istomina           | RUS     | + 1.29,7 |
| 7       | Natalie von Siebenthal   | SUI     | + 1.38,3 |
| 8       | Lisa Vinsa               | SWE     | + 1.38,7 |
| 9       | Masako Ishida            | JPN     | + 1.46,3 |
| 10      | Natalja Neprjajeva       | RUS     | + 1.48,6 |

## Klassementsleiders na elke etappe
| Etappe | Mannen                 | Mannen                 | Vrouwen                  | Vrouwen                  |
| Etappe | Algemeen klassement    | Puntenklassement       | Algemeen klassement      | Puntenklassement         |
| ------ | ---------------------- | ---------------------- | ------------------------ | ------------------------ |
| 1      | Johannes Høsflot Klæbo | Johannes Høsflot Klæbo | Stina Nilsson            | Stina Nilsson            |
| 2      | Aleksandr Bolsjoenov   | Johannes Høsflot Klæbo | Natalja Neprjajeva       | Stina Nilsson            |
| 3      | Johannes Høsflot Klæbo | Johannes Høsflot Klæbo | Jessica Diggins          | Stina Nilsson            |
| 4      | Johannes Høsflot Klæbo | Johannes Høsflot Klæbo | Ingvild Flugstad Østberg | Stina Nilsson            |
| 5      | Johannes Høsflot Klæbo | Johannes Høsflot Klæbo | Ingvild Flugstad Østberg | Ingvild Flugstad Østberg |
| 6      | Johannes Høsflot Klæbo | Johannes Høsflot Klæbo | Ingvild Flugstad Østberg | Ingvild Flugstad Østberg |
| 7      | Johannes Høsflot Klæbo | Johannes Høsflot Klæbo | Ingvild Flugstad Østberg | Ingvild Flugstad Østberg |